# Hinggan
Hinggan de la voz manchú para colinas (en mongol: Хянган, romanizado: Hinggan ; en chino, 兴安; pinyin, Xīng’ān) 
es una liga en la provincia de Mongolia Interior, República Popular China. Limita al norte con Hulun Buir, al sur con Baicheng, al oeste con Xilin Gol y al este con Daqing. Su área es de 67 706 km² y su población es de 1,6 millones.

## Administración
La liga Hinggan se divide en 1 ciudades, 2 condados y 3 banderas:
- Ciudad Ulanhot 乌兰浩特市
- Condado Arxan 阿尔山县
- Condado Tuquan 突泉县
- Bandera Kē'ěrqìn Yòuyì Qián 科尔沁右翼前旗
- Bandera Kē'ěrqìn Yòuyì Zhōng 科尔沁右翼中旗
- Bandera Zālàitè 扎赉特旗

## Geografía
La ciudad de Hinggan está ubicada sobre la llanura Songliao ( 松遼平原) a una altitud promedio de 270 m s. n. m., de hecho el 5% del total de su superficie es llana y el resto 95% son colinas donde alcanzan picos de 1800 m que pertenecen al sistema montañoso Gran Khingan. Debido a la poca contaminación y a sus prederas, la ciudad se ha ganado el apodo de "tierra de verde puro".

## Flora y fauna
La zona es bañada por el Río Liao donde forma más de 200 humedales y 70 lagos donde habitan cientos de especies de animales y plantas. Existen áreas protegidas para el cuidado de vida silvestres como: oso pardo, ciervos de almizcle, ciervos, alces, lince, nutria, liebre, jabalí, zorro, tejón y ardilla. Hay 46 familias de aves como cigüeñas. Los animales se distribuyen principalmente en la Reserva Nacional de Mongolia Interior.
En recursos vegetales silvestres habitan 78 familias, 309 géneros y 619 especies, muchas de las cuales se consideran plantas medicinales.

## Economía
Ganadería
La ganadería representa una columna de la economía con la crianza de ganado, cerdos y ovejas. La producción de carne, leche y lana aumentaron en un solo año un promedio 6% en 2010.
Agricultura
Debido a que el área está libre de heladas por más de 100 días al año, la tierra es favorable para el cultivo, el maíz es uno de los principales alimentos de la ciudad con una producción total de 792 600 toneladas en 2012.
La soja es una de las principales cosechas en Hinggan sólo superada por superficie cultivada de maíz en 2002, la producción total fue de 52 100 toneladas.
Otras fuentes agrícolas son el arroz, la papa, remolacha, frijol y zanahoria.
Minería
Hinggan se encuentra en la parte norte de los montes Gran Khingan, los movimientos tectónicos, estratos de roca y la actividad magmática resulta favorable para la economía local, donde se encuentran 54 tipos de minerales como: hierro, cromo, cobre, plomo, zinc, plata,carbón mineral. Minerales no metálicos como piedra caliza, serpentinita , granate , fluorita, perlita , basalto , granito , arcilla, etc., pero hay relativamente pocos datos geológicos. En las montañas se estima el potencial de valor económico de alrededor de 440 mil millones de yuanes.
Otros recursos minerales son plata, plomo y zinc, hay plantas de varios tamaños que proveen 123 000 toneladas de plomo, 317 000 toneladas de zinc, además asociados con plata, oro, cobre, etc.
Turismo
A lo largo de su historia, Hinggan ha traído visitantes de toda China por su cultura, historia y por su variedad de paisajes. Las reservas naturales donde habitan animales raros, templos con varios estilos étnicos, medicinas naturales y juegos de invierno como el esquí han impulsado el sector con construcción de hoteles y exportación a la vecina Rusia.

## Protección al Medio Ambiente
A partir de 2010, la ciudad creó un total de 10 reservas naturales. Con 2 reservas naturales nacionales, 7 reservas naturales a nivel regional y 1 a nivel local. El área total en reservas es de 5180 km² con 236 empleados, estaciones de monitoreo ambiental en todos los niveles con personal de vigilancia. En 2010 las emisiones de dióxido de azufre tuvieron un descenso del 16,0% respecto al año anterior.
En 2010 el consumo total de energía bajó un 4,2% respecto al año anterior.